# Systomus martenstyni
Systomus martenstyni е вид лъчеперка от семейство Шаранови (Cyprinidae). Видът е застрашен от изчезване.